# Список територіальних громад Одеської області

Мапа громад області

Одеська область є першою за кількістю громад серед усіх областей України. На території області знаходиться 91 територіальна громада: 19 міських, 25 селищних та 47 сільських. Найбільша кількість громад знаходиться у Одеському районі — 22, найменше громад у Ізмаїльському районі — 6. Найбільшою за площею у області є Балтська міська громада, найчисельнішою — Одеська міська громада, найбільшою за кількістю населених пунктів (58) — Куяльницька сільська громада.

## Історія
Станом на початок 2020 року в Одеській області було створено 37 об'єднаних територіальних громад шляхом добровільного об'єднання згідно Закону України «Про добровільне об’єднання територіальних громад».
27 травня 2020 року Кабінет Міністрів України затвердив перспективний план формування територій громад Одеської області.
12 червня 2020 року Кабінетом Міністрів України було визначено адміністративні центри та затверджено території територіальних громад Одеської області.
17 липня 2020 року відповідно до Постанови Верховної Ради України № 807-IX території сформованих громад ввійшли до складу нових районів України.

## Перелік громад
| №      | Назва громади         | Категорія | Адміністративний центр       | Дата створення | Район                        | Кількість рад, що об'єдналися | К-ть НП | Площа, км² | Населення, осіб (на 1 січня 2021 року) | Щільність населення осіб/км2 |
| ------ | --------------------- | --------- | ---------------------------- | -------------- | ---------------------------- | ----------------------------- | ------- | ---------- | -------------------------------------- | ---------------------------- |
| 1      | Андрієво-Іванівська   | сільська  | село Чернове                 | 2020           | Березівський район           | 5                             | 12      | 306,5      | 5233                                   | 17,07                        |
| 2      | Березівська           | міська    | місто Березівка              | 2020           | Березівський район           | 9                             | 27      | 686,9      | 16531                                  | 24,07                        |
| 3      | Великобуялицька       | сільська  | село Великий Буялик          | 2020           | Березівський район           | 2                             | 3       | 165,9      | 6086                                   | 36,68                        |
| 4      | Знам'янська           | сільська  | село Знам'янка               | 2020           | Березівський район           | 6                             | 17      | 411,0      | 8447                                   | 20,55                        |
| 5      | Іванівська            | селищна   | с-ще Іванівка                | 2020           | Березівський район           | 5                             | 19      | 431,4      | 8137                                   | 18,86                        |
| 6      | Коноплянська          | сільська  | село Конопляне               | 2020           | Березівський район           | 4                             | 20      | 445,0      | 6339                                   | 14,24                        |
| 7      | Курісовська           | сільська  | село Курісове                | 2020           | Березівський район           | 4                             | 8       | 257,6      | 8505                                   | 33,02                        |
| 8      | Миколаївська          | селищна   | с-ще Миколаївка              | 2020           | Березівський район           | 5                             | 23      | 537,0      | 7172                                   | 13,36                        |
| 9      | Новокальчевська       | сільська  | село Новокальчеве            | 2020           | Березівський район           | 3                             | 12      | 434,0      | 4001                                   | 9,22                         |
| 10     | Петровірівська        | сільська  | село Петровірівка            | 2020           | Березівський район           | 3                             | 10      | 293,3      | 4847                                   | 16,53                        |
| 11     | Раухівська            | селищна   | с-ще Раухівка                | 2020           | Березівський район           | 5                             | 11      | 280,8      | 7849                                   | 27,95                        |
| 12     | Розквітівська         | сільська  | село Розквіт                 | 2020           | Березівський район           | 3                             | 14      | 236,8      | 4092                                   | 17,28                        |
| 13     | Старомаяківська       | сільська  | село Старі Маяки             | 2020           | Березівський район           | 5                             | 18      | 305,2      | 4518                                   | 14,80                        |
| 14     | Стрюківська           | сільська  | село Стрюкове                | 2020           | Березівський район           | 3                             | 11      | 248,5      | 2785                                   | 11,21                        |
| 15     | Ширяївська            | селищна   | с-ще Ширяєве                 | 2020           | Березівський район           | 3                             | 12      | 181,3      | 2087                                   | 11,51                        |
| 16     | Чогодарівська         | сільська  | село Чогодарівка             | 2020           | Березівський район           | 4                             | 9       | 324,9      | 9861                                   | 30,35                        |
| 17     | Білгород-Дністровська | міська    | місто Білгород-Дністровський | 2020           | Білгород-Дністровський район | 1                             | 1       | 19,6       | 48197                                  | 2459,03                      |
| 18     | Дивізійська           | сільська  | село Дивізія                 | 2020           | Білгород-Дністровський район | 5                             | 11      | 347,7      | 5664                                   | 16,29                        |
| 19     | Кароліно-Бугазька     | сільська  | село Кароліно-Бугаз          | 2020           | Білгород-Дністровський район | 2                             | 2       | 21,7       | 4779                                   | 220,23                       |
| 20     | Кулевчанська          | сільська  | село Кулевча                 | 2020           | Білгород-Дністровський район | 3                             | 4       | 211,8      | 5738                                   | 27,09                        |
| 21     | Лиманська             | сільська  | село Лиман                   | 2020           | Білгород-Дністровський район | 3                             | 6       | 205,4      | 4577                                   | 22,28                        |
| 22     | Маразліївська         | сільська  | село Маразліївка             | 2020           | Білгород-Дністровський район | 4                             | 9       | 296,1      | 6647                                   | 22,45                        |
| 23     | Мологівська           | сільська  | село Молога                  | 2020           | Білгород-Дністровський район | 3                             | 8       | 207,9      | 13051                                  | 62,78                        |
| 24     | Петропавлівська       | сільська  | село Петропавлівка           | 2020           | Білгород-Дністровський район | 5                             | 8       | 276,9      | 7753                                   | 28,00                        |
| 25     | Плахтіївська          | сільська  | село Плахтіївка              | 2020           | Білгород-Дністровський район | 3                             | 8       | 310,3      | 8258                                   | 26,61                        |
| 26     | Саратська             | селищна   | с-ще Сарата                  | 2020           | Білгород-Дністровський район | 8                             | 11      | 451,7      | 16648                                  | 36,86                        |
| 27     | Сергіївська           | селищна   | с-ще Сергіївка               | 2020           | Білгород-Дністровський район | 3                             | 8       | 149,5      | 9425                                   | 63,04                        |
| 28     | Старокозацька         | сільська  | село Старокозаче             | 2020           | Білгород-Дністровський район | 12                            | 18      | 556,7      | 18308                                  | 32,89                        |
| 29     | Татарбунарська        | міська    | місто Татарбунари            | 2020           | Білгород-Дністровський район | 8                             | 10      | 616,0      | 24051                                  | 39,04                        |
| 30     | Тузлівська            | сільська  | село Тузли                   | 2020           | Білгород-Дністровський район | 3                             | 8       | 124,8      | 3503                                   | 28,07                        |
| 31     | Успенівська           | сільська  | село Успенівка               | 2020           | Білгород-Дністровський район | 5                             | 8       | 292,0      | 7045                                   | 24,13                        |
| 32     | Шабівська             | сільська  | село Шабо                    | 2020           | Білгород-Дністровський район | 5                             | 14      | 279,6      | 14928                                  | 53,39                        |
| 33     | Арцизька              | міська    | місто Арциз                  | 2020           | Болградський район           | 10                            | 13      | 762,5      | 31502                                  | 41,31                        |
| 34     | Болградська           | міська    | місто Болград                | 2020           | Болградський район           | 6                             | 7       | 295,5      | 26050                                  | 88,16                        |
| 35     | Бородінська           | селищна   | с-ще Буджак                  | 2020           | Болградський район           | 14                            | 34      | 933,3      | 15727                                  | 16,85                        |
| 36     | Василівська           | сільська  | село Василівка               | 2020           | Болградський район           | 5                             | 6       | 406,4      | 11587                                  | 28,51                        |
| 37     | Городненська          | сільська  | село Городнє                 | 2020           | Болградський район           | 4                             | 4       | 297,6      | 14785                                  | 49,68                        |
| 38     | Криничненська         | сільська  | село Криничне                | 2020           | Болградський район           | 2                             | 3       | 97,2       | 4308                                   | 44,32                        |
| 39     | Кубейська             | сільська  | село Кубей                   | 2020           | Болградський район           | 3                             | 3       | 270,7      | 9512                                   | 35,14                        |
| 40     | Павлівська            | сільська  | село Павлівка                | 2020           | Болградський район           | 4                             | 8       | 288,3      | 5134                                   | 17,81                        |
| 41     | Тарутинська           | селищна   | с-ще Бессарабське            | 2020           | Болградський район           | 12                            | 16      | 872,9      | 22308                                  | 25,56                        |
| 42     | Теплицька             | сільська  | село Теплиця                 | 2020           | Болградський район           | 3                             | 5       | 265,4      | 5511                                   | 20,76                        |
| 43     | Вилківська            | міська    | місто Вилкове                | 2020           | Ізмаїльський район           | 4                             | 6       | 585,9      | 12723                                  | 21,72                        |
| 44     | Ізмаїльська           | міська    | місто Ізмаїл                 | 2020           | Ізмаїльський район           | 1                             | 1       | 50,4       | 70731                                  | 1403,39                      |
| 45     | Кілійська             | міська    | місто Кілія                  | 2020           | Ізмаїльський район           | 9                             | 11      | 713,7      | 33699                                  | 47,22                        |
| 46     | Ренійська             | міська    | місто Рені                   | 2020           | Ізмаїльський район           | 8                             | 8       | 521,4      | 35637                                  | 68,35                        |
| 47     | Саф'янівська          | сільська  | село Саф'яни                 | 2020           | Ізмаїльський район           | 16                            | 19      | 995,1      | 42588                                  | 42,80                        |
| 48     | Суворовська           | селищна   | с-ще Катлабуг                | 2020           | Ізмаїльський район           | 6                             | 7       | 370,9      | 11916                                  | 32,13                        |
| 49     | Авангардівська        | селищна   | с-ще Авангард                | 2020           | Одеський район               | 4                             | 5       | 69,6       | 19598                                  | 281,58                       |
| 50     | Біляївська            | міська    | місто Біляївка               | 2020           | Одеський район               | 5                             | 7       | 398,7      | 22632                                  | 56,76                        |
| 51     | Великодальницька      | сільська  | село Великий Дальник         | 2020           | Одеський район               | 2                             | 3       | 146,6      | 12167                                  | 82,99                        |
| 52     | Великодолинська       | селищна   | с-ще Великодолинське         | 2020           | Одеський район               | 2                             | 2       | 126,2      | 16906                                  | 133,96                       |
| 53     | Вигодянська           | сільська  | село Вигода                  | 2020           | Одеський район               | 5                             | 15      | 289,6      | 12006                                  | 41,46                        |
| 54     | Визирська             | сільська  | село Визирка                 | 2020           | Одеський район               | 6                             | 19      | 419,1      | 9753                                   | 23,27                        |
| 55     | Дальницька            | сільська  | село Дальник                 | 2020           | Одеський район               | 6                             | 9       | 214,0      | 14185                                  | 66,29                        |
| 56     | Дачненська            | сільська  | село Дачне                   | 2020           | Одеський район               | 2                             | 8       | 174,9      | 10474                                  | 59,89                        |
| 57     | Доброславська         | селищна   | с-ще Доброслав               | 2020           | Одеський район               | 4                             | 17      | 313,9      | 15192                                  | 48,40                        |
| 58     | Красносільська        | сільська  | село Красносілка             | 2020           | Одеський район               | 4                             | 14      | 294,6      | 12790                                  | 43,41                        |
| 59     | Маяківська            | сільська  | село Маяки                   | 2020           | Одеський район               | 4                             | 5       | 149,7      | 12329                                  | 82,36                        |
| 60     | Нерубайська           | сільська  | село Нерубайське             | 2020           | Одеський район               | 2                             | 5       | 97,5       | 12606                                  | 129,29                       |
| 61     | Овідіопольська        | селищна   | с-ще Овідіополь              | 2020           | Одеський район               | 3                             | 3       | 238,4      | 15497                                  | 65,00                        |
| 62     | Одеська               | міська    | місто Одеса                  | 2020           | Одеський район               | 1                             | 1       | 161,2      | 1015826                                | 6301,65                      |
| 63     | Таїровська            | селищна   | с-ще Таїрове                 | 2020           | Одеський район               | 2                             | 4       | 39,1       | 14479                                  | 370,31                       |
| 64     | Теплодарська          | міська    | місто Теплодар               | 2020           | Одеський район               | 1                             | 1       | 7,7        | 10081                                  | 1309,22                      |
| 65     | Усатівська            | сільська  | село Усатове                 | 2020           | Одеський район               | 4                             | 15      | 253,5      | 14891                                  | 58,74                        |
| 66     | Фонтанська            | сільська  | село Фонтанка                | 2020           | Одеський район               | 3                             | 7       | 90,0       | 18019                                  | 200,21                       |
| 67     | Чорноморська          | міська    | місто Чорноморськ            | 2020           | Одеський район               | 1                             | 4       | 26,5       | 71308                                  | 2690,87                      |
| 68     | Чорноморська          | селищна   | с-ще Чорноморське            | 2020           | Одеський район               | 1                             | 2       | 43,5       | 7953                                   | 182,83                       |
| 69     | Южненська             | міська    | місто Південне               | 2020           | Одеський район               | 3                             | 7       | 107,5      | 35318                                  | 328,54                       |
| 70     | Яськівська            | сільська  | село Яськи                   | 2020           | Одеський район               | 2                             | 2       | 216,3      | 8531                                   | 39,44                        |
| 71     | Ананьївська           | міська    | місто Ананьїв                | 2020           | Подільський район            | 14                            | 30      | 832,0      | 22035                                  | 26,48                        |
| 72     | Балтська              | міська    | місто Балта                  | 2020           | Подільський район            | 21                            | 34      | 1041,8     | 33740                                  | 32,39                        |
| 73     | Долинська             | сільська  | село Долинське               | 2020           | Подільський район            | 2                             | 8       | 304,8      | 3982                                   | 13,06                        |
| 74     | Зеленогірська         | селищна   | с-ще Зеленогірське           | 2020           | Подільський район            | 4                             | 12      | 265,7      | 7448                                   | 28,03                        |
| 75     | Кодимська             | міська    | місто Кодима                 | 2020           | Подільський район            | 16                            | 21      | 703,0      | 24480                                  | 34,82                        |
| 76     | Куяльницька           | сільська  | село Куяльник                | 2020           | Подільський район            | 17                            | 58      | 916,5      | 21683                                  | 23,66                        |
| 77     | Любашівська           | селищна   | с-ще Любашівка               | 2020           | Подільський район            | 12                            | 43      | 834,7      | 21484                                  | 25,74                        |
| 78     | Окнянська             | селищна   | с-ще Окни                    | 2020           | Подільський район            | 15                            | 55      | 1012,5     | 19430                                  | 19,19                        |
| 79     | Піщанська             | сільська  | село Піщана                  | 2020           | Подільський район            | 4                             | 8       | 275,2      | 5301                                   | 19,26                        |
| 80     | Подільська            | міська    | місто Подільськ              | 2020           | Подільський район            | 3                             | 4       | 136,9      | 43158                                  | 315,25                       |
| 81     | Савранська            | селищна   | с-ще Саврань                 | 2020           | Подільський район            | 11                            | 21      | 619,2      | 17959                                  | 29,00                        |
| 82     | Слобідська            | селищна   | с-ще Слобідка                | 2020           | Подільський район            | 3                             | 5       | 114,4      | 3463                                   | 30,27                        |
| 83     | Великомихайлівська    | селищна   | с-ще Велика Михайлівка       | 2020           | Роздільнянський район        | 11                            | 29      | 589,7      | 13480                                  | 22,86                        |
| 84     | Великоплосківська     | сільська  | село Великоплоске            | 2020           | Роздільнянський район        | 4                             | 12      | 238,9      | 4956                                   | 20,75                        |
| 85     | Затишанська           | селищна   | с-ще Затишшя                 | 2020           | Роздільнянський район        | 3                             | 16      | 231,6      | 6539                                   | 28,23                        |
| 86     | Захарівська           | селищна   | с-ще Захарівка               | 2020           | Роздільнянський район        | 10                            | 37      | 723,3      | 13187                                  | 18,23                        |
| 87     | Лиманська             | селищна   | с-ще Лиманське               | 2020           | Роздільнянський район        | 4                             | 7       | 253,4      | 14306                                  | 56,46                        |
| 88     | Новоборисівська       | сільська  | село Новоборисівка           | 2020           | Роздільнянський район        | 4                             | 21      | 229,9      | 5299                                   | 23,05                        |
| 89     | Роздільнянська        | міська    | місто Роздільна              | 2020           | Роздільнянський район        | 11                            | 51      | 766,4      | 32878                                  | 42,90                        |
| 90     | Степанівська          | сільська  | село Степанівка              | 2020           | Роздільнянський район        | 4                             | 21      | 252,2      | 7008                                   | 27,79                        |
| 91     | Цебриківська          | селищна   | с-ще Цебрикове               | 2020           | Роздільнянський район        | 3                             | 15      | 286,8      | 4931                                   | 17,19                        |
| Всього | Всього                | Всього    | Всього                       | Всього         | Всього                       | 490                           | 1174    | 33310,0    | 2 368 107                              | 71,09                        |